# Biblioteca Economica Newton
Biblioteca Economica Newton — издательство, специализирующееся на выпуске книг по экономике, бизнесу и финансам. Основано в 1991 году в Италии. Является частью издательской группы Newton Compton Editori.

## История
Biblioteca Economica Newton была основана в 1991 году как отдельное издательство в рамках группы Newton Compton Editori. Ее целью была публикация книг по экономике, бизнесу и финансам, как классических, так и современных. Среди авторов, чьи книги издавались Biblioteca Economica Newton, можно назвать Адама Смита, Джона Мейнарда Кейнса, Милтона Фридмена, Питера Друкера, Нассима Талеба и других.

## Серии
Biblioteca Economica Newton издает книги в разных сериях, таких как:
- Classici della economia — серия, посвященная классическим произведениям по экономике, таким как «Богатство народов» Адама Смита, «Общая теория занятости, процента и денег» Джона Мейнарда Кейнса, «Капитал» Карла Маркса и другим.
- Grandi pensatori del nostro tempo — серия, посвященная современным мыслителям в области экономики, бизнеса и финансов, таким как «Черный лебедь» Нассима Талеба, «От нуля к единице» Питера Тиля, «Будущее капитализма» Пола Коллиера и другим.
- Manuali e guide — серия, посвященная практическим книгам по экономике, бизнесу и финансам, таким как «Личные финансы для чайников» Эрика Тайсона, «Бизнес-план на пальцах» Джина Генриха, «Экономика для чайников» Шона Флинна и другим.